# Jihad Muheisen
Jihad Muheisen (en árabe: جهاد محيس‎) (14 de diciembre de 1970-Gaza, 19 de octubre de 2023) fue un alto oficial de seguridad palestino y jefe de las Fuerzas de Seguridad Nacional Palestinas paramilitares lideradas por Hamás en la Franja de Gaza. Murió junto con su familia en un ataque aéreo de la Fuerza Aérea Israelí durante la guerra de Gaza de 2023.

## Muerte
El 19 de octubre de 2023, el ejército israelí anunció que había matado a Muheisen durante la noche durante ataques aéreos en el barrio de Sheikh Radwan, al norte de la ciudad de Gaza.